# 잠자는 혹성
《잠자는 혹성》(일본어: 眠れる惑星)은 《월간 선데이 GENE-X》에서 연재된 요우키히의 SF만화 작품이다. 2004년 12월부터 2007년 11월까지 연재되었다. 대한민국에선 랜덤하우스코리아·북박스를 통해 현재 단행본 4권까지 발행된 상태이다. 참고로, 연령제한이 없는 원판과 달리 한국어판의 경우엔 18세 미만 구독불가 등급으로 발행되었다.

## 개요
작가가 어떤 라디오 방송에서 "중학 시대의 망상을..."이라는 이야기를 듣고 아이디어를 얻어 이 작품이 탄생. 작품의 분위기 자체는 SF적 분위기를 띠고 있다.

## 스토리
어느 날, 눈이 떠지자 준페이 이외에는 어떤 사람도 눈을 뜨지 않게 되어버렸다. 잠자는 사람을 깨우는 방법은 SEX를 하는 것.
준페이는 눈을 뜬 요시노, 오미와 함께 관심을 두고 있던 동급생 여자아이 에리코를 찾으러 가게 된다.

## 등장인물

### 초기 등장인물
나가이 준페이(永井淳平)
고교 2학년. 주인공. 모든 사람이 잠들어버린 세계에서 유일하게 눈이 떠진 남자.
요시노 메구미(吉野恵美)
준페이가 최초로 깨운 여성. 문제의 해결을 위해 오미를 준페이에게 소개한다.
오미 후사에(尾美房江)
준페이에 의해 깨워진 두 번째의 여성. 준페이의 정자에 의해 여성을 깨우는 방법을 발견.
후카마치 에리코(深町悦吏子)
고교 2학년. 준페이가 이전부터 짝사랑을 품고 있던 동급생. 정말로 좋아하는 여성과 하는 것이 좋을 거라는 요시노와 오미의 권유를 받은 준페이에 의해 깨워진다. 눈을 뜬 직후는 서로 마음이 통한듯이 보였지만...

### 오미에 의해 깨워진 여성들

#### 대학생
니노미야 카오루(二宮香)
법학부 2학년. 20세. 성욕이 왕성하며, 잠자는 남성에게 성교를 시험해보기도 한다.
무라마츠 키요미(村松清美)
법학부 3학년. 21세. 오미의 방침에 거부감을 가져, 모두의 앞에서 모습을 감춘다.
모로이 시호(諸井志保)
법학부 1학년. 19세. 키요미와는 레즈비언 커플.
사카이 테루요(酒井照代)
문학부 4학년. 21세.
누마데라 아리스(沼寺亜梨子)
문학부 3학년. 20세. 취미는 사진촬영.
마노 아키호(真野明穂)
문학부 4학년. 22세.
야스오카 레이(安岡麗)
경제학부 3학년. 20세.
하타노 유카(羽多野裕佳)
경제학부 3학년. 21세.

## 코믹스
1. 1권 원판:ISBN 9784091570161, 한국어판:ISBN 9788925515939
원판:2006년 1월 19일 발매, 한국어판: 2008년 1월 24일 발매
2. 2권 원판:ISBN 9784091570680, 한국어판:ISBN 9788925515946
원판:2006년 10월 19일 발매, 한국어판: 2008년 1월 24일 발매
3. 3권 원판:ISBN 9784091570963, 한국어판:ISBN 9788925519128
원판:2007년 6월 19일 발매, 한국어판: 2008년 6월 24일 발매
4. 4권 원판:ISBN 9784091571250, 한국어판:ISBN 9788925520148
원판:2008년 2월 19일 발매, 한국어판: 2008년 8월 24일 발매